# Arethusa (Syrien)
Arethusa (altgriechisch Ἀρέθουσα) war eine antike Stadt nahe dem heutigen Rastan bei Homs in Syrien. 
Quintus Caecilius Bassus fand hier 46 v. Chr. Unterstützung in seinem Aufstand gegen den syrischen Statthalter Sextus Iulius Caesar. Kaiser Aurelian hielt sich während seines Feldzuges gegen Zenobia in der Stadt auf.
Arethusa war vom 4. bis 7. Jahrhundert Bischofssitz. Für die Jahre 325–680 existiert eine Bischofsliste. Arethusa ist heute ein Titularbistum der römisch-katholischen Kirche, siehe Titularbistum Arethusa.
Der Heilige Markus von Arethusa (~300–362) war Bischof in Arethusa, wo er auch das Martyrium erlitt, nachdem er einen Tempel hatte zerstören lassen.